# Morton Peto
Sir Samuel Morton Peto ['pi.tou], 1. baronet Peto (født 4. august 1809 i Woking, Surrey, død 13. november 1889 i Blackhurst) var en engelsk jernbaneentreprenør og politiker.

## Tidlig virksomhed
Han blev født i Woking og blev oplært til murermester af sin onkel, der drev et byggefirma i London. Da onklen døde i 1830, overtog Peto firmaet sammen med sin fætter Thomas Grissell. Firmaet Peto and Grissell opførte mange kendte huse i London: Parlamentet, Reform Club, Oxford & Cambridge Club, Lyceum og St James's Theatre, Hungerford Market, Nelsonsøjlen og Londons kloakker.
I 1834 kastede han sig over jernbanebyggeri, og hans første opgave blev Curzon Street Station i Birmingham. Hans første jernbanelinje var Hanwell og Langley-afsnittene af Great Western Railway, der omfattede Wharncliffe Viaduct. Men Grissell blev mere og mere bekymret over de risici, Peto tog, og forlod partnerskabet i 1846. Peto indgik da et partnerskab med Edward Ladd Betts, der havde ægtet hans søster Ann.

## Jernbaneentreprenøren
Fra 1846 helligede han sig fuldstændig jernbanebygningen og byggede i de følgende år en mængde baner, ikke blot i England men i de fleste verdensdele i kompagni med andre: 1846-1872 sammen med Betts baner i England (South-Eastern Line og London, Chatham and Dover Railway), Norge (norske hovedjernbane: Kristiania-Ejdsvold), Rusland, Argentina samt Victoria-dokkerne i London (1852-55), sammen med Thomas Brassey og Betts (se Peto, Brassey & Betts) baner i London (London, Tilbury and Southend Railway), Frankrig (Lyon-Avignon 1852), Jylland (bl.a. Århus-Langå-Randers Jernbane: Århus-Langå-Randers, Langå-Struer-banen: Langå-Viborg-Struer 1859-67), Slesvig (Sydslesvigske Jernbane: Flensborg-Husum-Tønning 1852), Canada (Grand Trunk Railway, inkl. Victoriabroen) og Australien (1858-63) og endelig sammen med Th.R. Crampton og Betts banen Rustchuk-Varna i Rusland, de underjordiske strækninger af London, Chatham and Dover Railway (1860) m.fl. Petos sidste jernbanekontrakt vedrørte bygningen af Cornwall Mineral Railway (1873).
I slutningen af 1850'erne var han med til at bygge de første jernbaner i Algier og ledsagede Napoléon III til den officielle åbning.

## Politisk liv
Peto blev vicekasserer i Baptist Missionary Society i 1846 og var fra 1855 til marts 1867 hovedkasserer.
Med enkelte afbrydelser sad Peto i Parlamentet for Liberal Party fra 1847-1854 og repræsenterede Norwich og 1859-1865 for Finsbury og for Bristol 1865-1868. I denne periode var han en af det politiske livs mest fremtrædende figurer. Han medvirkede til atgarantere finansieringen af verdensudstillingen i 1851, og dermed af The Crystal Palace.
Under Krimkrigen foreslog Peto og byggede for den engelske regering en bane til troppetransporter fra Balaclava til lejren uden for Sebastopol, og til belønning herfor ophøjedes han 14. februar 1855 til baronet af Somerleyton Hall i grevskabet Suffolk. Han havde købt dette gods i 1843, ombyggede herregården, byggede en skole og udvidede den lokale landsby og fokuserede også sin energi på fornyelsen af Lowestoft, ligeledes i Suffolk.
11. maj 1866 måtte Peto standse sine betalinger på grund af finanskrisen dette år, blev erklæret konkurs og måtte to år senere opgive sin plads i Parlamentet på trods af støtte fra Benjamin Disraeli og William Ewart Gladstone. Han drog i eksil i Budapest og søgte at promovere jernbaner i Rusland og Ungarn. Tilbage i England etablerede han en industrijernbane i Cornwall, der imidlertid også slog fejl. Han døde i 1889 i ubemærkethed..

## Familie
Sir Samuel havde flere børn, bl.a.:
1. Sir Samuels ældste søn, Sir Michael Peto arvede faderens titel som 2. baronet.
2. En anden søn var den kendte landskabsgartner i den edwardianske tid Harold Ainsworth Peto (1854-1933)
3. Hans syvende søn Basil (1862-1945) blev ophøjet til baronet for egne bedrifter i 1927. Hans sønnesøn Sir Christopher Peto, 3. baronet var en konservativ politiker. (Kilde: 107. udg. af Burke's Peerage, Baronetage and Knightage, London 2004).
4. Hans datter Mary ægtede Penruddocke Wyndham, en sønnesøn af oberst Wadham Wyndham, in 1852 og havde to døtre
5. Helen Agnes giftede sig med i dommer i Somerset, Lawrence Ingham Baker, søn af den tidligere liberale MP fra Frome. De boede på Wayford Manor ved Crewkerne i Somerset.